# Бхаратчандра Рай
Бхаратчандра Рай (*ভারতচন্দ্র রায়, 1712 —1760) — бенгальський поет та композитор за часів великих набобів Бенгалії.

## Життєпис
Народився у сільській місцині. Замолоду залишив рідний дім внаслідок конфлікту з батька щодо самовільного одруження Бхаратчандри. Деякий час мешкав в ашрамі проповідника Рамачандри мунші у Дебанандапурі. Тут здобув популярність своїми віршами. Водночас вивчив гінді, санскрит, арабську, перську мови.
Згодом перебрався до французької факторії Чанданнаґара, де отримав покровительство з боку Індра Нараяна Чаундхурі. Тут був помічений великим шанувальником літератури Крішначадрою Роєм, магараджею Крішнаґара і Надії (Західна Бенгалія). Бхаратчандра Рай переїздить до двору магараджі. Отримав від цього володаря почесне звання райгунакара та значні маєтності у Муладжоре, де й помер у 1760 році.

## Творчість
Був першим значним бенгальським поетом, який складав вірші зрозумілою для усього населення бенгальською мовою. Також в його доробку є твори на санскриті («Гангаштака»), двомовні — санскриті та бенгалі («Наґаштака», 1745—1750 роки). Найбільш значим є поема «Аннада-мангал» (1752 рік), яка складається з 3 частин: «Аннада-мангал» («Пісня про богиню Аннади», її інші імена Парваті, Дурги, Калі), «Каліка-мангал» (любовна історія про Відью і Сундарі), «Ман Сінґх» або «Аннапурна-манла».
У пісенній творчості віддав перевагу складання пісень на честь індуїстських богів та богинь (мангалган. Разом з тим додавав до них людські образи, почуття. Значна частина його пісень сповнені лірики. Вважається новатором у складанні пісень у формі раґі на тему кохання Крішни та Радхи.